# アパラチアン (揚陸指揮艦)
アパラチアン（USS Appalachian, AGC-1）は、アメリカ海軍の揚陸指揮艦。アパラチアン級揚陸指揮艦の1番艦でありる。

## 艦歴
1942年11月4日にニュージャージー州カーニーのフェデラル・シップビルディング・アンド・ドライドック社で建造され、翌年1月29日にジョン・フランク・マクルニス夫人に命名され進水。同年2月27日に海軍に引き渡され、ニューヨーク州ブルックリンのトッド・パシフィック造船所で揚陸指揮艦に転換された。10月2日にジェームズ・M・ファーナンド大佐指揮下で就役した。

### 太平洋戦争
チェサピーク湾での慣熟航海の後、南へ向かってパナマ運河を通過、11月26日にカリフォルニア州サン・ディエゴに到着した。第4海兵師団の一部を乗せ、年が明けた1944年1月13日にハワイに向け出航した。
真珠湾に1日だけ寄り、クェゼリン環礁攻略作戦に参戦するため西へ出撃。本艦を含む北方攻撃部隊（Northern Attack Force）の攻撃目標は、ロイ＝ナムル島であった。1月31日に攻撃が開始され、翌日、礁湖内に入り第4海兵師団の司令部大隊の設備と兵員を揚陸し始めた。島の確保後、リチャード・L・コノリー（en）海軍少将は将旗を戦艦メリーランドに移し、アパラチアンは翌日エリス諸島に向けて出航。乗組員はフナフティで1週間の休暇を過ごし、休暇後は3月29日にハワイに向け出航するまでソロモン諸島に展開。4月8日に真珠湾に到着してからは補給を受ける。
その後4月下旬にガダルカナルに戻り、6週間をマリアナ諸島侵攻の準備に明け暮れた。6月上旬に最後の作戦集結地たるクェゼリンに向かう。6月10日に第3海兵水陸両用部隊の海兵隊員を乗せた船団に加わり、部隊司令官のロイ・ガイガー海兵隊大将が本艦に乗艦した。船団が目標グアムまであと50マイルまで迫ったとき、マリアナ諸島へ進撃する有力な日本艦隊との接触を避けるため、航路を反転するよう命じられた。アメリカ第5艦隊がマリアナ沖海戦で日本艦隊を蹴散らし、上陸部隊がサイパン島で戦闘している間は、船団は長方形の航路を待機状態で航行していた。そしてグアム攻撃は延期され、船団は再補給のため6月28日にエニウェトク環礁に入港。7月11日に再びグアムに向け出航し、14日に到着。その日の朝には上陸前の露払いとして艦砲射撃に加わり、上陸の最中は火力支援を行った。30日にはアプラ港に錨を下ろし、島の確保までは港内にとどまった。グアムを制圧した8月10日、真珠湾に向けて出航した。
8月21日から9月2日にかけて、ヤップ島侵攻に備えてマウイ島沖で演習を実施したが、侵攻作戦は中止された。9月15日にハワイを発ち、追加演習のためアドミラルティ諸島のマヌス島に向かう。10月3日にゼーアドラー湾に錨を下ろし、第7艦隊に配属された。14日に侵攻部隊と共にフィリピンのレイテ島に向けて出撃。本艦には第7歩兵師団司令官のA・V・アーノルド少将が乗艦した。10月20日に上陸作戦は開始されたが、米軍は殆ど抵抗らしい抵抗に遭遇しなかった。岸に兵員を揚陸してからは、アパラチアンは食糧や真水の補給のため23日までレイテ島沖に留まった。23日にニューギニアへ出発し、5日後にフンボルト湾に到着。
そして11月20日、ニューカレドニアのヌーメアへと出航。乗組員はそこで休暇を楽しんだ。12月17日にはソロモン諸島へ向かい、ガダルカナルで行われた侵攻作戦の短期リハーサルに参加したのち、クリスマスの日に再びマヌス島へ移動した。
終戦の年はルソン島侵攻と共に始まった。1月11日にリンガエン湾に着き、兵員を揚陸させる。翌日には出発し、南シナ海航行中に日本軍航空機から攻撃を受けたが、巧みに回避して15日にはレイテ湾に無事到着した。
18日にレイテ湾を発ち、ウルシー環礁、真珠湾を経由して2月13日にサンフランシスコに入港。カリフォルニア州ヴァレーホのメア・アイランド海軍造船所に入り、2月14日からオーバーホールが行われた。4月10日再びハワイへ向かい、16日真珠湾に到着。マウイ沖で演習を実施。
5月16日にマリアナ諸島へ向け出発、11日後にサイパンに到着。7月9日まで留まったあと、フィリピンへ出発。13日にマニラに入港し、終戦までフィリピン周辺の多島海で作戦に従事した。
アパラチアンは大戦中の戦功により4つの従軍星章を受章した。

### 戦後
1945年9月18日、アパラチアンは日本に向け出航、25日に青森市に到着し占領任務に当たる兵員をおろした。本艦が運んだ兵員は、他にも大湊、函館、小樽、横浜、横須賀、松山、広島といった都市の占領にも参加した。
アパラチアンは11月12日に日本を離れてアメリカ西海岸へ向かい、4月12日までサンフランシスコに停泊していた。4月12日にクロスロード作戦のために創設された第1統合任務部隊に割り当てられ、作戦に参加。5月から7月までは報道陣の本部として機能し、8月16日にサンフランシスコに戻った。
9月16日に第5艦隊旗艦となり、10月28日から翌年1月30日まで太平洋艦隊の旗艦を務める。同年5月21日に予備役に編入、処分のために連邦海事局に移管され、1960年にスクラップにされた。1959年3月1日に海軍のリストから名前が削除された。

## 受勲
- アメリカ従軍記章
- アジア・太平洋従軍章（英語版）
- 第二次世界大戦戦勝章（英語版）
- 海軍占領従軍章（英語版）
- フィリピン解放章（英語版）